# 史说
史说（1910年—1994年），号习之，男，浙江富阳人，中国军事教育家，曾任上海市人民政府参事室主任，第六、七届全国政协委员。

## 荣誉

### 中华民国勋章奖章
- 四等宝鼎勋章（1947年7月17日批准[3]）